# レジエリ・ダヴェウラ
レジエリ・ダヴェウラ（Rejieli Daveua、1992年5月30日 - ）は、フィジーの女子ラグビー選手。

## プロフィール
- フィジー出身。
- 身長 175cm、体重 80kg

## 略歴
2016年、リオ五輪の7人制女子フィジー代表に選ばれた。
そして2021年、東京五輪の7人制女子フィジー代表に選ばれて銅メダル獲得。
2024年、パリ五輪の7人制女子フィジー代表に選ばれた。